# Ticwatch
Ticwatch（第一代）是出门问问开发的一款智能手表，于2015年6月3日发布。Ticwatch能独立运行基于Android开发的Ticwear系统，可安装Android系统的应用，并可与iOS或Android系统的智能手机配对使用。出门问问目前推出的Ticwatch版本有：Ticwatch皮带版、Ticwatch金属表带版和Ticwatch 缎金。這些系列的將由不同錶殼與錶帶的組合做出區別。手錶对iPhone的适配并不全面，部分功能在iPhone手机上无法使用，透過藍芽或Wi-Fi以無線的方式與安裝有Android 4.3及以上或iOS 8.0以上的智能手机连接 。

## 資料來源
1. ↑  . Ticwatch.   [2015-12-19]. （原始内容存档于2015-12-22）.
2. ↑  . Ticwear.   [2015-12-19]. （原始内容存档于2015-12-22）.
3. ↑  . Ticwear.   [2015-12-19]. （原始内容存档于2015-12-22）.
4. ↑  . 中关村在线.   [2015-12-19]. （原始内容存档于2015-12-22）.
5. ↑  . 网易.   [2015-12-19]. （原始内容存档于2015-12-22）.